# Shamrock (Automarke)

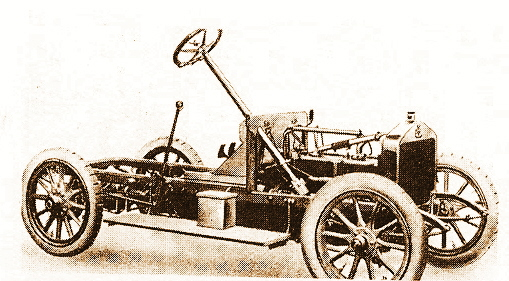
Shamrock 12/14 hp (1907)

Shamrock war eine britische Automobilmarke, die nur 1907 von der S. Straker & Squire Ltd. in Fishponds (Bristol) hergestellt wurde.
Es gab nur ein Modell, den 12/14 hp mit Vierzylinder-Reihenmotor, der einen Hubraum von 2,1 l besaß. Der offene Tourenwagen hatte einen Radstand von 2286 mm und eine Spurweite von 1194 mm. Der Aufbau war 3175 mm lang und 1416 mm breit.
Im Folgejahr war der Shamrock wieder vom Markt verschwunden, aber Straker-Squire brachte ein Modell namens Shamrock unter ihrem eigenen Firmennamen heraus, sodass angenommen werden darf, dass dies eine Weiterentwicklung dieses ersten Fahrzeuges war.

## Modelle
| Modell   | Bauzeitraum | Zylinder | Hubraum  | Radstand |
| -------- | ----------- | -------- | -------- | -------- |
| 12/14 hp | 1907        | 4 Reihe  | 2068 cm³ | 2286 mm  |